# The Locked Door (2012)
The Locked Door (em chinês:  女人如花) é um filme de drama produzido na China em 2012, dirigido por Zhao Zhiping e He Wenliang, e com atuações de Huang Shengyi, Sun Ouyang, Sun Tianyu e Yang Zi. O roteiro, escrito por Joel Berke (creditado como J. Nathaniel Berke) foi baseado em um conto escrito enquanto Burke estava na faculdade da Universidade da Flórida Central.